# بريان وليامز (لاعب اتحاد الرغبي)
بريان وليامز (بالإنجليزية: Bryan Williams)‏ هو لاعب اتحاد الرغبي نيوزيلندي، ولد في 3 أكتوبر 1950 في أوكلاند في نيوزيلندا.

## وصلات خارجية
- بريان وليامز عل موقع إسبنسكروم (الإنجليزية)
- بريان وليامز على موقع قاعة نيوزيلندا للمشاهير الرياضية (الإنجليزية)